# Iso-Heinonen
Iso-Heinonen eller Heinonen är en sjö i Finland. Den ligger i kommunen Lestijärvi i landskapet Mellersta Österbotten, i den centrala delen av landet, 400 km norr om huvudstaden Helsingfors. Iso-Heinonen ligger 160 meter över havet. Arean är 12 hektar och strandlinjen är 1,75 kilometer lång. Sjön  ingår i Lesti å huvudavrinningsområde.   I omgivningarna runt Iso-Heinonen växer i huvudsak blandskog.